# Rémy Vita
Rémy Vita (Alençon, 1 april 2001) is een Comorees-Frans voetballer die doorgaans speelt als linksback. In juli 2025 verruilde hij Fortuna Sittard voor CD Tondela. Vita maakte in 2024 zijn debuut in het Comorees voetbalelftal.

## Clubcarrière
Vita speelde in de jeugd van US Alençon en werd in 2016 opgenomen in de opleiding van Troyes. Zijn debuut in het eerste elftal maakte hij op 24 augustus 2020, toen in eigen huis met 2–0 werd gewonnen van Le Havre door twee doelpunten van Levi Lumeka. Van coach Laurent Batlles mocht Vita in de basis beginnen en hij speelde het gehele duel mee. Na vijf duels in het eerste elftal werd de linksback voor circa anderhalf miljoen euro overgenomen door Bayern München, waar hij in het tweede elftal kwam te spelen. Hij werd in de zomer van 2021 voor een jaar verhuurd aan Barnsley.
Vita maakte in juli 2022 de overstap naar Fortuna Sittard, waar hij zijn handtekening zette onder een verbintenis voor de duur van vier seizoenen. De vleugelverdediger speelde respectievelijk zevenentwintig en vijftien competitieduels in Sittard, waarna hij in juli 2024 voor een seizoen verhuurd werd aan Amiens. Na de verhuurperiode mocht de vleugelverdediger definitief vertrekken bij Fortuna; CD Tondela nam hem over.

## Clubstatistieken
| Seizoen | Club              | Competitie    | Competitie | Competitie | Beker | Beker | Internationaal | Internationaal | Totaal | Totaal |
| Seizoen | Club              | Competitie    | Wed.       | Dlp.       | Wed.  | Dlp.  | Wed.           | Dlp.           | Wed.   | Dlp.   |
| ------- | ----------------- | ------------- | ---------- | ---------- | ----- | ----- | -------------- | -------------- | ------ | ------ |
| 2020/21 | Troyes            | Ligue 2       | 5          | 0          | 0     | 0     | —              | —              | 5      | 0      |
| 2020/21 | Bayern München II | 3. Liga       | 25         | 1          | —     | —     | —              | —              | 25     | 1      |
| 2021/22 | Bayern München II | Regionalliga  | 2          | 0          | —     | —     | —              | —              | 2      | 0      |
| 2021/22 | → Barnsley        | Championship  | 19         | 0          | 1     | 0     | —              | —              | 20     | 0      |
| 2022/23 | Fortuna Sittard   | Eredivisie    | 27         | 2          | 1     | 0     | —              | —              | 28     | 2      |
| 2023/24 | Fortuna Sittard   | Eredivisie    | 15         | 0          | 2     | 0     | —              | —              | 17     | 0      |
| 2024/25 | → Amiens          | Ligue 2       | 33         | 0          | 0     | 0     | —              | —              | 33     | 0      |
| 2025/26 | CD Tondela        | Primeira Liga | 0          | 0          | 0     | 0     | —              | —              | 0      | 0      |
| Totaal  | Totaal            | Totaal        | 126        | 3          | 4     | 0     | 0              | 0              | 130    | 3      |

Bijgewerkt op 14 augustus 2025.

## Interlandcarrière
Vita maakte zijn debuut in het Comorees voetbalelftal op 11 oktober 2024, toen door een doelpunt van Rafiki Saïd met 0–1 gewonnen werd van Tunesië in een kwalificatiewedstrijd voor het Afrikaans kampioenschap 2025. Vita moest van bondscoach Stefano Cusin op de reservebank beginnen en hij viel twintig minuten na rust in voor Abdel-Hakim Abdallah.
| Interlands van Rémy Vita voor Comoren | Interlands van Rémy Vita voor Comoren | Interlands van Rémy Vita voor Comoren | Interlands van Rémy Vita voor Comoren | Interlands van Rémy Vita voor Comoren | Interlands van Rémy Vita voor Comoren | Interlands van Rémy Vita voor Comoren |
| №                                     | Datum                                 | Wedstrijd                             | Uitslag                               | Competitie                            | Goals                                 |                                       |
| Als speler bij Amiens                 | Als speler bij Amiens                 | Als speler bij Amiens                 | Als speler bij Amiens                 | Als speler bij Amiens                 | Als speler bij Amiens                 | Als speler bij Amiens                 |
| ------------------------------------- | ------------------------------------- | ------------------------------------- | ------------------------------------- | ------------------------------------- | ------------------------------------- | ------------------------------------- |
| 1                                     | 11 oktober 2024                       | Tunesië – Frankrijk                   | 0 – 1                                 | AK 2025 kwalificatie                  |                                       |                                       |
| 2                                     | 14 oktober 2024                       | Comoren – Tunesië                     | 1 – 1                                 | AK 2025 kwalificatie                  |                                       |                                       |
| 3                                     | 15 november 2024                      | Gambia – Comoren                      | 1 – 2                                 | AK 2025 kwalificatie                  |                                       |                                       |
| 4                                     | 18 november 2024                      | Comoren – Madagaskar                  | 1 – 0                                 | AK 2025 kwalificatie                  |                                       |                                       |
| 5                                     | 9 juni 2025                           | Kosovo – Comoren                      | 4 – 2                                 | Vriendschappelijk                     |                                       |                                       |

Bijgewerkt op 14 augustus 2025.